# Gran Omar
Omar Alejandro Navarro (17 de octubre de 1979) conocido artísticamente como Gran Omar, es un rapero, cantautor y productor musical originario de Puerto Rico. Ha recibido créditos de producción y escritura en varios álbumes de Ivy Queen entre 1996 y 2006. Estos álbumes incluyen En Mi Imperio (1996), The Original Rude Girl (1998), Diva (2003), Real (2004) y Flashback (2005), los cuales, han tenido un éxito comercial dentro de la comunidad latina. Varios sencillos de estos álbumes han presentado a Gran Omar, incluidos "Quiero Saber" y "Guillaera", entre otros. Estuvo casado con Ivy Queen, quienes se conocieron mientras estaban en el grupo de hip-hop masculino The Noise.

## Carrera musical
Recibió su primer crédito de escritura por el sencillo debut de Ivy Queen "In The Zone" con Wyclef Jean en 1998. La canción alcanzó el puesto 38 en la lista Billboard Rhythmic Top 40. También recibió créditos de producción en el tercer y cuarto álbum de estudio de Queen: Diva (2003) y Real (2004). Diva alcanzó el puesto 24 en la lista Billboard Top Latin Albums. En la lista Billboard Top Heatseekers (Atlántico Sur), el álbum alcanzó el puesto 8. En la lista Billboard Reggae Albums, el álbum alcanzó el puesto número 4. En la lista de álbumes tropicales de Billboard, el álbum alcanzó el puesto 1, pasando cuatro semanas no consecutivas en la cima con un total de 86 semanas en la lista, convirtiéndose en el octavo álbum tropical más vendido de 2004. Mientras que Real, en la lista de los mejores álbumes latinos de Billboard, alcanzó el puesto 25, una posición más alta que Diva . En la lista de álbumes de reggae, el álbum alcanzó el puesto 4, su pico más alto en la lista con Diva alcanzando la misma posición, mientras que pasó un total de 17 semanas consecutivas en la lista. En la lista Billboard Tropical Albums, el álbum alcanzó el puesto 6, no pudiendo alcanzar la posición máxima de Diva en el 1.
Flashback, una retrospectiva de los éxitos anteriores de Queen junto con algunos nuevos con "Quiero saber" que se atribuye a Gran Omar. En su primera semana de lanzamiento, Flashback analizó 5000 ventas; sin embargo, no pudo debutar en el Billboard 200. Hasta marzo de 2007, el álbum ha escaneado más de 104.000 ventas solo en los Estados Unidos y Puerto Rico. Pudo romper su pico en el 24 en la lista Billboard Top Latin Albums cuando alcanzó el 10. En la lista de Billboard Top Heatseekers, el álbum alcanzó el puesto # 7. Alcanzó el puesto número 2 en los Billboard Top Heatseekers para las áreas del Pacífico y del Atlántico Sur. Alcanzó el número 3 en los álbumes de ritmo latino de Billboard convirtiéndose en su debut en la lista recién instaurada. Después de que se instauró esta lista, se reveló que los álbumes de reguetón ya no podían aparecer en las listas Billboard Reggae Albums y Billboard Tropical Albums, por considerar que Flashback no era elegible. A Omar se le atribuyen las siguientes canciones: "Baila así", "Dee Jay", el cuarto sencillo de la Diva "Guillaera", "Matando", "Money Making", y el segundo sencillo del álbum de Tony Touch The ReggaeTony Album : "Saca La Semilla".
Después de su divorcio de Ivy Queen en 2005 y su matrimonio de nueve años, formó un grupo de reguetón / hip-hop con Rey Severo lanzando un álbum hasta la fecha Materéal (2007) en Go! Records. Un año después, Navarro afirmó que Queen le debía dinero por la venta y producción del disco Cosa Nostra: Hip-Hop, que presentaron juntos por sus obligaciones y contrato con Univision. Queen negó las afirmaciones. Sin embargo, no se tomó ninguna acción legal.

## Discografía

### Álbumes de estudio
- 2007: Materéal (con Rey Severo)

### Álbumes de recopilación y Álbumes producidos
- 1995 to 2007: 'Ivy Queen: 'Diva, Diva platinum edition' Ivy Queen: 'Real album' Cosa Nostra: Hip Hop' Ivy Queen:'flashback': (con Ivy Queen) The Noise 5: The Noise 6: The Noise live 1 y 2:  Kilates: Majestic 2: Desafio: Rappers 2: Ivy Queen: 'en mi imperio' Ivy Queen: 'Original Rude Girl' Baby Rasta y Gringo: 'Romances del Ruido 2'  Memo y Vale: suenos de destrucion Dj Candy Boy: 'illusion'  darwins: 'the music'  Matereal: 'Gran Omar y Rey Severo' Grand Theft Auto radio and more